# Strida

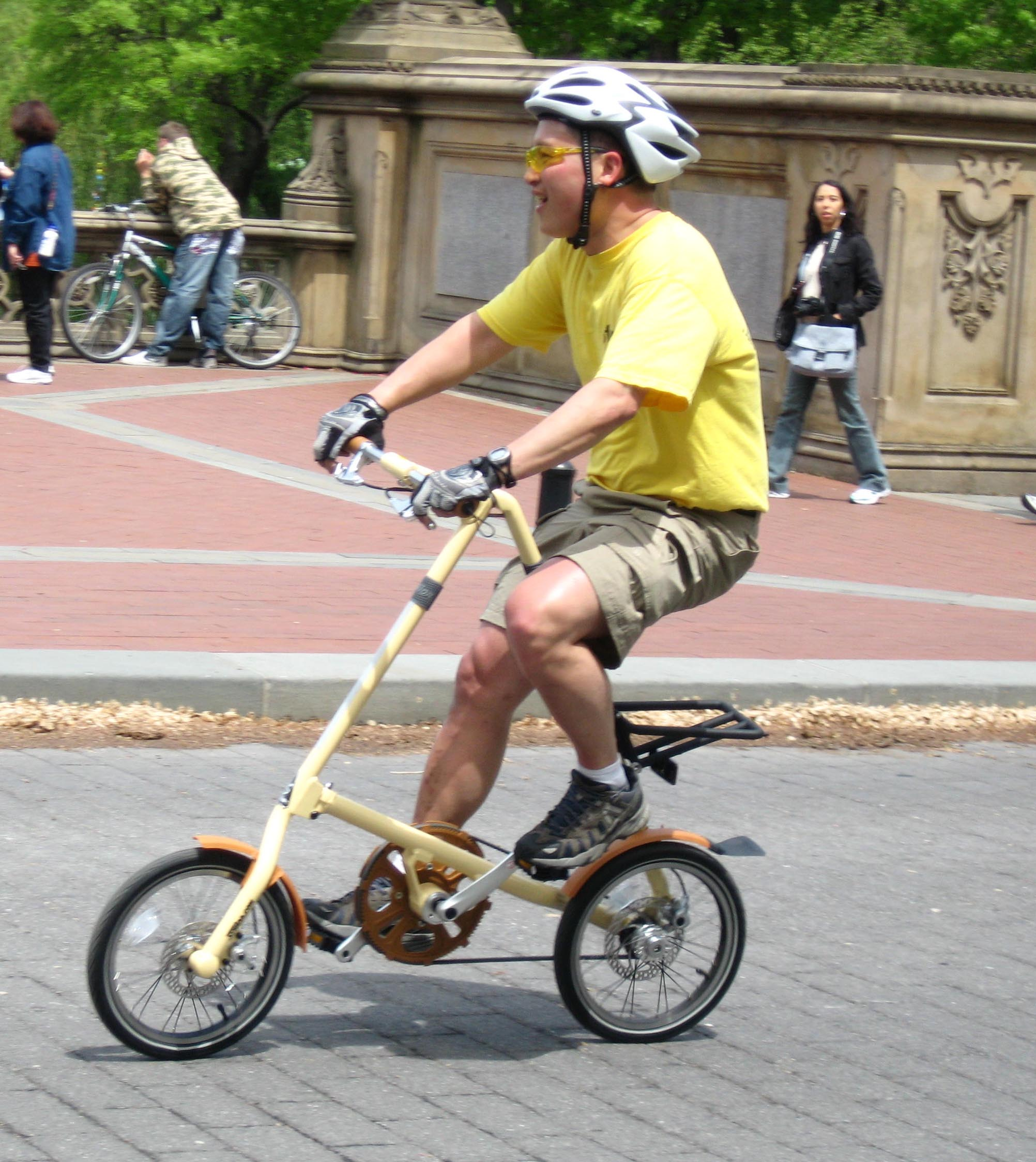
Jezdec na Stridě v New Yorku

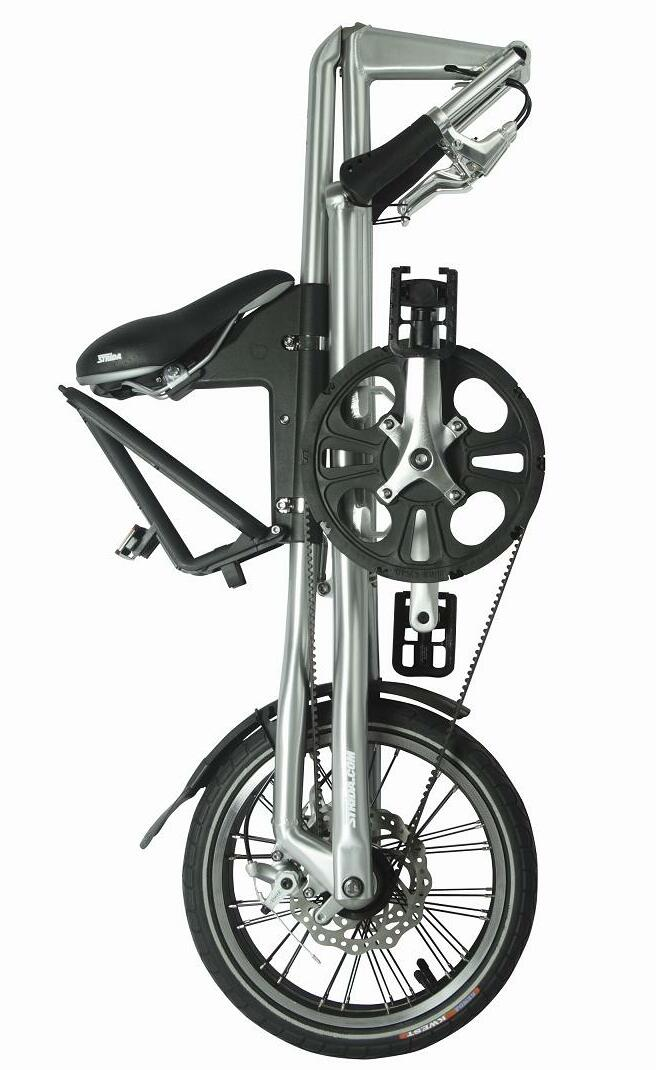
Složená Strida

Strida je typ skládacího řemenem poháněného jízdního kola vymyšlený britským inženýrem Markem Sandersem. První model Strida 1 se začal prodávat v roce 1987.
Jedná se o kolo určené do malého městského bytu nebo na dojíždění, kdy je část cesty absolvována vlakem nebo autobusem. Všechny modely používají na převod síly kevlarový řemen, který nemusí být mazán a tedy nešpiní. Kolo je jednoduché, základní verze mají jen jediný převod. Brzdy jsou u starších verzí bubnové, u novějších počínaje Strida 5 kotoučové. Kola mají 16 palců.